# Aeroportul Fort Lauderdale Executive
Aeroportul Fort Lauderdale Executive (IATA: FXE, ICAO: KFXE, FAA LID: FXE) este un aeroport din Florida, Statele Unite ale Americii. Aeroportul a fost tranzitat în 2019 de 14.772 de pasageri.
Situat la o altitudine de 4 m, aeroportul dispune de 2 piste.

## Infrastructură

### Piste
Aeroportul dispune de 2 piste. Pista 09/27 are suprafața de asfalt și dimensiunile 6.002 picioare × 100 picioare. Pista 13/31 are suprafața de asfalt și dimensiunile 4.000 picioare × 100 picioare. 